# Nieuw-Amsterdam (Drenthe)
Nieuw-Amsterdam (Drents: Neij-Amsterdam) is een dorp in de gemeente Emmen in Zuidoost-Drenthe (Nederland).

## Algemeen
Het dorp Veenoord ligt pal tegen Nieuw-Amsterdam aan - feitelijk is het één geheel, Nieuw-Amsterdam - Veenoord. Dat een deel een andere naam heeft komt doordat het voor de gemeentelijke herindeling van Drenthe in een andere gemeente lag, namelijk Sleen. Nieuw-Amsterdam - Veenoord wordt ook wel Tweelingdorp genoemd. Sinds de gemeentelijke herindeling op 1 januari 1998 horen beide dorpen bij de gemeente Emmen.

## Geschiedenis
Amsterdamse beleggers noemden het veengebied eerst het Amsterdamsche Veld. Later werd dit Nieuw-Amsterdam. Nadat Nieuw-Amsterdam zijn naam had gekregen is het dorp uiteindelijk toch noordelijker gebouwd. In 1860 was daar de Verlengde Hoogeveense Vaart gereedgekomen en de Amsterdamse beleggers vonden het beter zich daar te vestigen. De Hoogeveense vaart, eerder al sterk verbeterd en verdiept, werd toen in oostelijke richting naar Emmen door het veen getrokken. Dit gebeurde al in 1851. Daardoor ontwikkelde Nieuw-Amsterdam zich sterk met Veenoord. Er ontstond een grote bedrijvigheid in deze twee plaatsen. Nieuw-Amsterdam werd door de turf een van de belangrijkste turfmarkten in Nederland. De aansluiting met Veenoord werd zelfs zo goed dat later deze twee dorpen een bijnaam kregen: het Tweelingdorp. Later werd ook nog Zandpol erbij betrokken. Zandpol heeft geen grote rol gespeeld bij de ontwikkelingen van de industrie in en rond Nieuw-Amsterdam en Veenoord.
Het dorp is gelegen aan de spoorlijn van Zwolle naar Emmen. Deze lijn is in 1905 geopend en destijds aangelegd door de NOLS. Daarvoor had Nieuw-Amsterdam al twee stoomtramverbindingen. Het station van DSM werd geopend in 1899 en dat van de EDS in 1903. Het station van Nieuw-Amsterdam ligt in Veenoord, terwijl de uitgang in Nieuw-Amsterdam uitkomt.
Er werden al eerder pogingen gedaan om het veengebied rond Nieuw-Amsterdam te bemachtigen. Een in Londen gevestigd bedrijf had veel interesse in het gebied. De Engelsen wilden een kanaal rechtstreeks door het veen naar de Duitse rivier de Eems aanleggen. Door middel van de Eems wilden de Engelsen handel drijven met de Noord-Duitse steden. Drenthe was bang dat het veen naar Overijssel werd afgevoerd. Door Amsterdamse beleggers in te schakelen kreeg Drenthe alsnog de zekerheid over hun turf en de Engelsen kregen alsnog zeggenschap over door hen beoogd gebied. De Amsterdamse kooplieden dachten hiermee een goudmijn te hebben bemachtigd, aangezien door de Engelse bedrijvigheid het veengebied in waarde zou stijgen. Als gevolg van de snelle opkomt van de spoorwegen viel het Engelse kanaalplan in het water. De Amsterdammers bleven met hun grond zitten. In 1909 vonden de Amsterdamse beleggers een koper voor hun grond, de Nederlandsen-Engelse Griendtsveen Moss Litter Company. De Amsterdammers konden het gebied aantrekkelijk maken door flink bomen te planten in het gebied. Het Rivierenplan en de Hoogeveense Vaart hebben een grote rol gespeeld in het ontstaan van het hedendaagse Nieuw-Amsterdam.
In de ontwikkelingstijd van Nieuw-Amsterdam kwamen er veel veenindustriële bedrijven, zoals scheepswerven, kalkbranderijen en een aardappelmeelfabriek naar het dorpje. Rond 1900 was Nieuw-Amsterdam aangesloten op het tram- en spoorwegennet. Daardoor bleef de bedrijvigheid in Nieuw-Amsterdam toenemen. Er kwamen zelfs meerdere hotels in Nieuw-Amsterdam/Veenoord. In een van deze hotels heeft Vincent van Gogh een tijdje gelogeerd.

### Ontwikkeling van Nieuw-Amsterdam tussen 1852 en 1863
Nieuw-Amsterdam werd ingericht met een kaarsrechte verkaveling. De kavelgrenzen zijn echter wel een keer veranderd. De zuidelijke en westelijke grens van de strook van 200 ellen (meters) was in eerste instantie, net als de Amsterdamse Raai, een eigendomsscheiding. Op deze grens zal in 1851/52 zeker een sloot zijn gegraven om die grens te markeren en om water af te voeren, misschien ook wel als aanvoersloot van materiaal naar het Amsterdamse Veld. Deze sloot liep ter hoogte van het huidige perceel Zwarteweg 11 uit in de Amsterdamse Raai (de huidige zuidelijke weggrens). Het was eerst de bedoeling dat Nieuw-Amsterdam ten zuiden van de Zwarteweg zou verrijzen. Daarom zou het kunnen dat hier sprake is van een kademuur. Dan kon hier de aanvoersloot komen voor het bouwmateriaal.
In het begin van de 20e eeuw kwam er een imposant postkantoor in Nieuw-Amsterdam, terwijl het dorpje net een elektrische centrale had laten bouwen. In begin de 20e eeuw kwam er een nieuwe handel op gang in Nieuw-Amsterdam, namelijk in kunstmest. Dit zorgde ervoor dat Nieuw-Amsterdam zich ontwikkelde van een veenindustrie naar landbouwindustrie. Ondernemers vonden Nieuw-Amsterdam aantrekkelijk voor hun bedrijf en velen vestigden zich er. Begin 21ste eeuw beschikt Nieuw-Amsterdam over een 45 hectare groot industrieterrein en heeft 15 hectare in voorbereiding. Dit industrieterrein heeft de toepasselijke naam ‘de Tweeling’. De naam refereert aan de bijnaam van Nieuw-Amsterdam/Veenoord.

### Vernieuwing centrum
Tussen oktober 2016 en juli 2017 werd het centrum gerenoveerd. Aan de Vaart Zuidzijde werden meerdere leegstaande winkelpanden gesloopt, daarvoor in de plaats kwamen appartementen. Ook werd er een kade met een jaagpad gerealiseerd.

## Vincent van Gogh

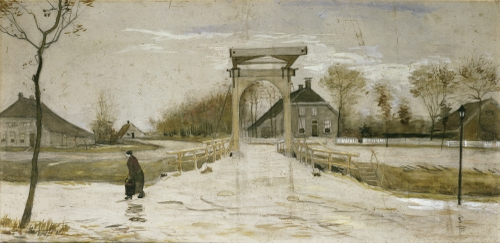
Ophaalbrug in Nieuw-Amsterdam, Vincent van Gogh, 1883.

De schilder Vincent van Gogh bracht in 1883 het grootste gedeelte van zijn Drentse tijd door in Nieuw-Amsterdam. Hij verbleef de meeste tijd in het zogenaamde logement Scholte. Tegenwoordig staat dit bekend als het Van Gogh Huis. Er wordt beweerd dat Van Gogh de huur betaalde met schilderijen, maar dat de verhuurder deze niet kon waarderen en daarom als brandhout gebruikte. De juistheid hiervan is echter niet vastgesteld. Van Gogh schilderde onder andere 'Ophaalbrug in Nieuw-Amsterdam' in de Drentse plaats.
De gemeente Sleen wilde aanvankelijk het Van Gogh Huis slopen, maar dit kon op het laatste moment worden voorkomen. Heden ten dage doet dit dienst als restaurant en museum.

## Bezienswaardigheden
- Van Gogh Huis, alwaar Vincent Van Gogh in 1883 verbleef.
- Villa La Paix, woonhuis van Lodewijk Dommers, Zijtak WZ 142,[4] rijksmonument.

### Kerken
- Gereformeerde kerk in stijl van de Amsterdamse School, architect W. van Straten, Vaart NZ 139.
- De Nederlands hervormde Zuiderkerk is in 1873 gebouwd door architect H.C. Winters. De gereformeerde Noorderkerk uit 1925 is gebouwd naar een ontwerp van architect W. van Straten en heeft een paraboolvormig dak.

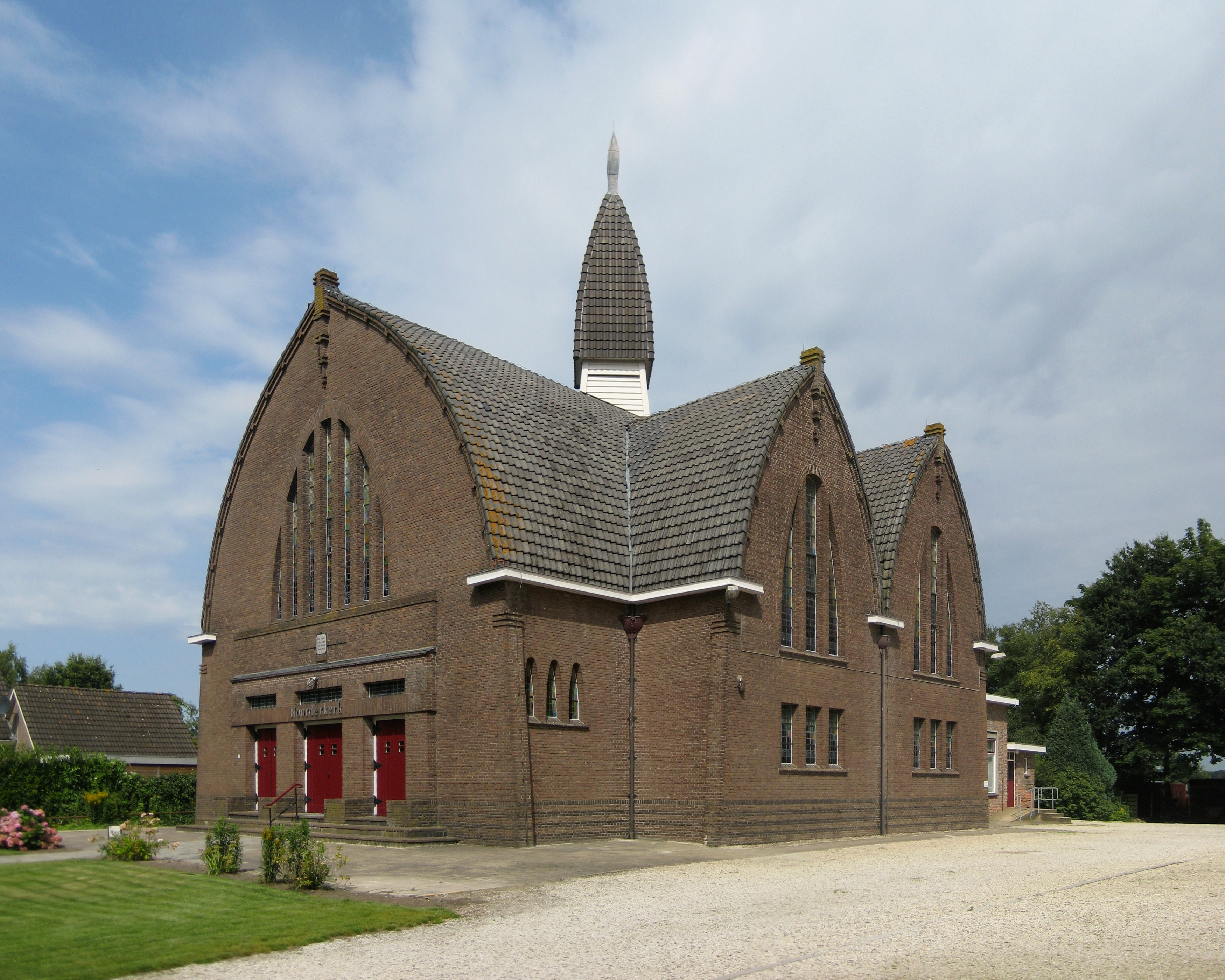
De Noorderkerk
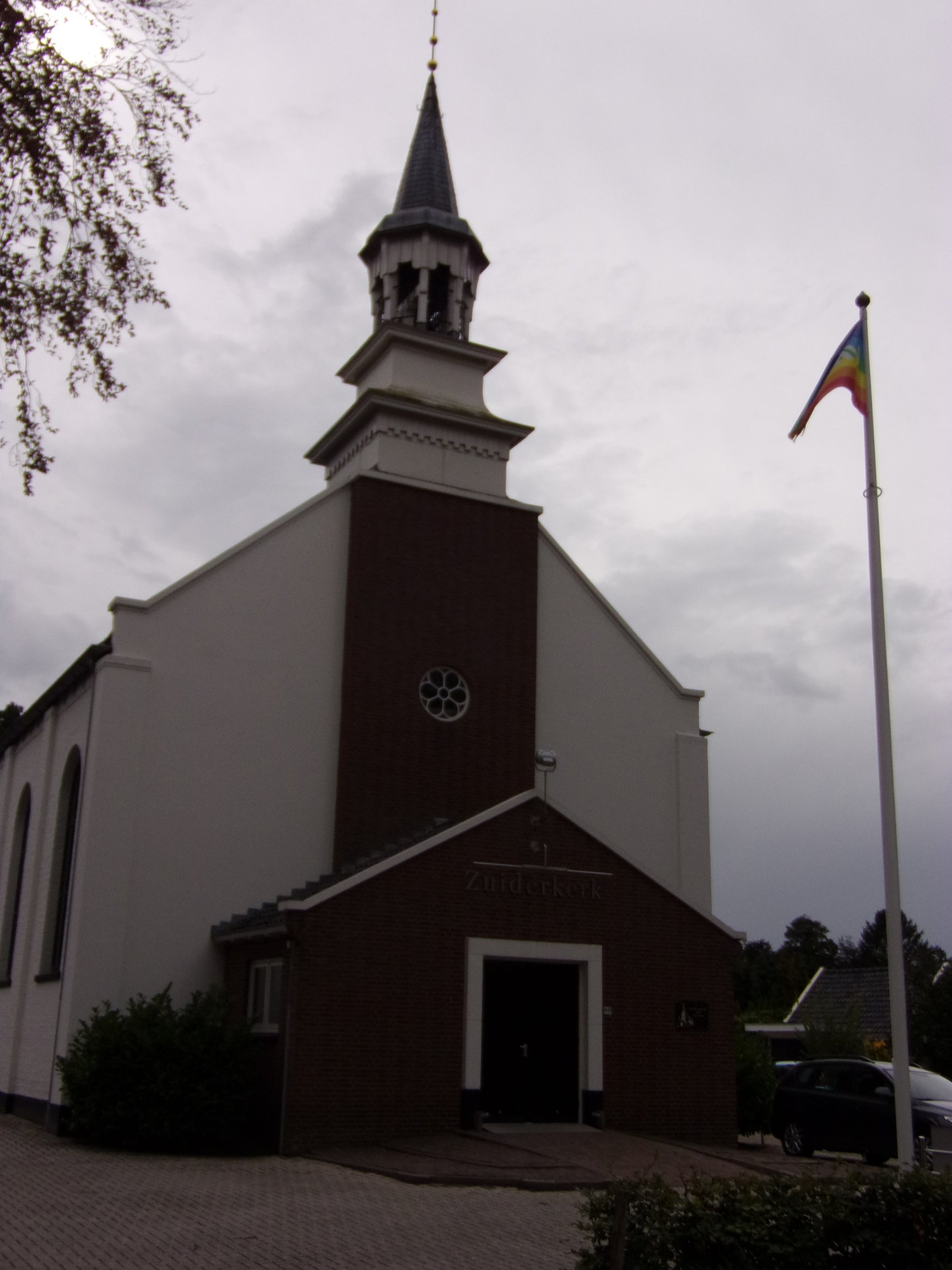
De Zuiderkerk

## Geboren in Nieuw-Amsterdam
- Dini Hobers (10 december 1932), atlete
- Bas Sibum (26 december 1982), profvoetballer
- Willem Dirk van Wijngaarden (1893-1980), museumdirecteur

## Routes door Nieuw-Amsterdam
- De fietsroute behorende bij het nummer Op fietse van Skik komt door deze plaats.